# Normlösa distrikt
Normlösa distrikt är ett distrikt i Mjölby kommun och Östergötlands län. 
Distriktet ligger nordost om Mjölby. 

## Tidigare administrativ tillhörighet
Distriktet inrättades 2016 och utgörs av socknen Normlösa i Mjölby kommun.
Området motsvarar den omfattning Normlösa församling hade vid årsskiftet 1999/2000.